# Pantebrev
Et pantebrev er et dokument, hvori aftale om stiftelse af en viljesbestemt panteret formuleres.
Pantebreve, der ønskes tinglyst, skal være affattet på de af Justitsministeriets godkendte formularer. Disse benævnes: Formular A , Formular B, og Formular C.